# Agdistis jansei
Agdistis jansei là một loài bướm đêm thuộc họ Pterophoridae. Loài này có ở Nam Phi (Bắc Cape, Tây Cape, Free State, Mpumalanga).
Sải cánh dài 19–26 mm. Con trưởng thành bay từ tháng 3 đến tháng 10.